# Візантя-Лівезь
Візантя-Лівезь, Візантя-Лівезі (рум. Vizantea-Livezi) — комуна у повіті Вранча в Румунії. До складу комуни входять такі села (дані про населення за 2002 рік):
- Візантя-Менестіряске (1653 особи)
- Візантя-Резешаске (971 особа) — адміністративний центр комуни
- Лівезіле (721 особа)
- Местякену (385 осіб)
- Піску-Радулуй (490 осіб)

Комуна розташована на відстані 179 км на північ від Бухареста, 42 км на північний захід від Фокшан, 144 км на південний захід від Ясс, 112 км на північний захід від Галаца, 99 км на схід від Брашова.

## Населення
За даними перепису населення 2002 року у комуні проживали 4220 осіб.
Національний склад населення комуни:
| Національність | Кількість осіб | Відсоток |
| -------------- | -------------- | -------- |
| румуни         | 4217           | 99,9%    |
| німці          | 2              | < 0,1%   |
| угорці         | 1              | < 0,1%   |

Рідною мовою назвали:
| Мова      | Кількість осіб | Відсоток |
| --------- | -------------- | -------- |
| румунська | 4217           | 99,9%    |
| німецька  | 2              | < 0,1%   |
| угорська  | 1              | < 0,1%   |

Склад населення комуни за віросповіданням:
| Релігія       | Кількість осіб | Відсоток |
| ------------- | -------------- | -------- |
| православні   | 2944           | 69,8%    |
| римо-католики | 1271           | 30,1%    |
| адвентисти    | 3              | 0,1%     |
| реформати     | 2              | < 0,1%   |

## Зовнішні посилання
- Дані про комуну Візантя-Лівезь на сайті Ghidul Primăriilor [Архівовано 14 січня 2013 у Wayback Machine.]